# لیمون (کلرادو)
لیمون (به انگلیسی: Limon) شهری در ایالت کلرادو کشور ایالات متحده آمریکا است که جمعیت آن در سرشماری سال ۲۰۱۰ میلادی، ۱٬۸۸۰ نفر بوده‌است.